# Филић
Филић (мађ. Firigyháza) је насеље у Србији у општини Нови Кнежевац у Севернобанатском округу. Према попису из 2022. било је 118 становника.

## Демографија
У насељу Филић живи 123 пунолетна становника, а просечна старост становништва износи 37,1 година (36,1 код мушкараца и 38,2 код жена). У насељу има 54 домаћинства, а просечан број чланова по домаћинству је 2,98.
Становништво у овом насељу веома је нехомогено, а у последња три пописа, примећен је пад у броју становника.
|  |

| Демографија | Демографија | Демографија |
| Година      | Становника  | Становника  |
| ----------- | ----------- | ----------- |
| 1948.       | 171         |             |
| 1953.       | 183         |             |
| 1961.       | 194         |             |
| 1971.       | 191         |             |
| 1981.       | 192         |             |
| 1991.       | 170         | 165         |
| 2002.       | 161         | 170         |
| 2011.       | 136         |             |
| 2022.       | 118         |             |

| Етнички састав према попису из 2002.‍ | Етнички састав према попису из 2002.‍ | Етнички састав према попису из 2002.‍ | Етнички састав према попису из 2002.‍ | Етнички састав према попису из 2002.‍ |
| ------------------------------------ | ------------------------------------ | ------------------------------------ | ------------------------------------ | ------------------------------------ |
|                                      |                                      |                                      |                                      |                                      |
| Срби                                 | Срби                                 |                                      | 97                                   | 60,24%                               |
| Мађари                               | Мађари                               |                                      | 62                                   | 38,50%                               |
| Муслимани                            | Муслимани                            |                                      | 1                                    | 0,62%                                |
| непознато                            | непознато                            |                                      | 0                                    | 0,0%                                 |

| Година пописа     | 1948. | 1953. | 1961. | 1971. | 1981. | 1991. | 2002. |
| ----------------- | ----- | ----- | ----- | ----- | ----- | ----- | ----- |
| Број домаћинстава | 47    | 53    | 56    | 59    | 61    | 52    | 54    |

| Број чланова      | 1 | 2  | 3  | 4 | 5 | 6 | 7 | 8 | 9 | 10 и више | Просек |
| ----------------- | - | -- | -- | - | - | - | - | - | - | --------- | ------ |
| Број домаћинстава | 6 | 17 | 14 | 9 | 6 | 1 | 1 | 0 | 0 | 0         | 2,98   |

| Пол    | Укупно | Неожењен/Неудата | Ожењен/Удата | Удовац/Удовица | Разведен/Разведена | Непознато |
| ------ | ------ | ---------------- | ------------ | -------------- | ------------------ | --------- |
| Мушки  | 67     | 24               | 38           | 2              | 3                  | 0         |
| Женски | 67     | 14               | 39           | 12             | 2                  | 0         |
| УКУПНО | 134    | 38               | 77           | 14             | 5                  | 0         |

| Пол    | Укупно                    | Пољопривреда, лов и шумарство | Рибарство                            | Вађење руде и камена | Прерађивачка индустрија       |
| ------ | ------------------------- | ----------------------------- | ------------------------------------ | -------------------- | ----------------------------- |
| Мушки  | 36                        | 29                            | 0                                    | 0                    | 6                             |
| Женски | 18                        | 13                            | 0                                    | 0                    | 4                             |
| УКУПНО | 54                        | 42                            | 0                                    | 0                    | 10                            |
| Пол    | Производња и снабдевање   | Грађевинарство                | Трговина                             | Хотели и ресторани   | Саобраћај, складиштење и везе |
| Мушки  | 0                         | 1                             | 0                                    | 0                    | 0                             |
| Женски | 0                         | 0                             | 0                                    | 0                    | 0                             |
| УКУПНО | 0                         | 1                             | 0                                    | 0                    | 0                             |
| Пол    | Финансијско посредовање   | Некретнине                    | Државна управа и одбрана             | Образовање           | Здравствени и социјални рад   |
| Мушки  | 0                         | 0                             | 0                                    | 0                    | 0                             |
| Женски | 0                         | 0                             | 0                                    | 0                    | 1                             |
| УКУПНО | 0                         | 0                             | 0                                    | 0                    | 1                             |
| Пол    | Остале услужне активности | Приватна домаћинства          | Екстериторијалне организације и тела | Непознато            | Непознато                     |
| Мушки  | 0                         | 0                             | 0                                    | 0                    | 0                             |
| Женски | 0                         | 0                             | 0                                    | 0                    | 0                             |
| УКУПНО | 0                         | 0                             | 0                                    | 0                    | 0                             |